# Ferran Pou i Moreno
Ferran Pou i Moreno (Palma, 1876-1949). Advocat i polític.
En l'exercici de la seva professió va ser, sobretot, criminalista i laboralista. Va participar en alguns judicis destacats com el dels carrabiners que mataren els contrabandistes germans Isern Vidal (1934) i el judici a Bartomeu Gamundí Cardell, acusat del crim de Sant Jordi (1929). Com a advocat laboralista va defensar en diferents ocasions Llorenç Bisbal i altres dirigents obrers.
Va formar part del partit Unió Republicana i va ser elegit regidor de l'Ajuntament de Palma en els anys 1903, 1909, 1913 i 1917. Entre 1917 i 1918 va participar en el Bloc Assembleista. El 1913, amb Jeroni Pou i Magraner i Bartomeu Castañer, passà a formar part del Partit Reformista de Melquiades Álvarez. A partir de 1922 liderà el reformisme mallorquí.
Iniciativa seva, com a regidor de Palma, va ser l'organització de l'Exposició Regional d'Art (1920), destinada a reunir obres de tots els pintors de l'illa. Es presentaren més de cent obres i se’n seleccionaren unes setanta. Entre d'altres, hi participaren Antoni Gelabert, Joan Fuster, Pilar Montaner, Joan A. Fuster Valiente, Tito Cittadini, Pere Càffaro, Cristòfol Pizà, Francesc Rosselló, Joaquim Tudela, Josep Tarrés, Joan Pizà, Miquel Arcas i Luis Derqui.
El 1931 era el dirigent més destacat del Partit Reformista a Mallorca i formà part del Front Únic Antimonàrquic. Després de la proclamació de la Segona República es va fer càrrec de la Diputació de Balears, amb Francesc Julià i Jaume Bauzà. Des de la Diputació intentà promoure la creació d'un segon hospital.

## Fons Mercè Pou Tomás
El 1980 Mercè Pou Tomàs va fer donació a l'Arxiu Històric de Mallorca de documentació corresponent al bufet del seu pare, l'advocat Ferran Pou i Moreno, i al seu avi patern, dels segles XIX i XX.